# Jaroslav Balík
Jaroslav Balík (Praga, 23 giugno 1924 – Praga, 17 ottobre 1996) è stato un regista e sceneggiatore cecoslovacco.
Ha diretto 26 film tra il 1952 e il 1987.
Nel 1984 lo Stato gli conferì il titolo di Artista nazionale.

## Filmografia parziale
- Milenci v roce jedna (1973)
- Jeden Stříbrný (1976)